# ハーメルンのバイオリン弾き〜シェルクンチク〜
『ハーメルンのバイオリン弾き〜シェルクンチク〜』（ハーメルンのバイオリンひき シェルクンチク）は、渡辺道明の漫画作品。かつて『月刊少年ガンガン』で連載されていた『ハーメルンのバイオリン弾き』の正式な続編である。

## 概要
『ヤングガンガン』（スクウェア・エニックス）2008年3号から2011年21号まで連載された。当初は隔号掲載だったが、後にレギュラー連載に昇格している。
登場人物の一部に前作主人公であったハーメル夫妻の子供達がおり、内一人は主人公格として今作でも重要な役割を担っている。これは改めて続編を製作する上で、編集部からの「前作のファンが楽しめ、なおかつ新しいファン層を取り込める作品を」というオーダーに応えるための設定である。
またモチーフの1つとして、作者は出崎版アニメ『家なき子』をオマージュとした事を明かしている。
舞台設定は、前作『ハーメルンのバイオリン弾き』最終話からさらに数年後、かつての勇者達が育てた子供達の成長した時代となっている。新連載の直前に『増刊ヤングガンガン』第2号において『ハーメルンのバイオリン弾き 外伝 それから…』が発表され、前作と今作を繋ぐ幕間劇として、勇者ハーメル&フルート夫妻とライエル&サイザー夫妻の交流、およびクラーリィとシェルの出会いが描かれている。
タイトルであり主人公の名前でもある『シェルクンチク（щелкнчик）』とは、くるみ割り人形という意味である。
なお前作と異なり青年雑誌連載である事から、前作の少年漫画としての雰囲気を壊さぬ程度にではあるものの下ネタの頻度が多い。
多くの伏線を残したまま、作者の過去作品『PHANTOM DEAD OR ALIVE』同様、中途半端な展開で最終回を迎えた。

## あらすじ
かつての勇者達による大魔王討伐から十数年後。人々は魔族によるわずかな襲撃を受けながらも平和に暮らしていた。魔族からの被害を最小限に防ぐため、魔法大国スフォルツェンドでは魔法兵団としての力を若者から募るべく、魔法学校を創設していた。
その魔法学校で、二人の少年が入学試験を受けることになる。一人は大魔法使いとなるために小さな村からやってきた者。もう一人は、バイオリンを持つ魔曲使い。

## 登場人物
前作からの登場人物に関してはハーメルンのバイオリン弾きの登場人物のページも参照。

### 主要人物
シェル（フルネームはシェル・クンチク）
とある山間の村の出身で、村が魔族に襲われていたところを魔法兵団の一人に救われた事から、「大魔法使い」となるためにスフォルツェンドにやってきた。列車でグレート達に出会って魔法学校の存在を知り、入学試験を受け合格する。担任であるホーン・パイプに「89年に一度の逸材」と思わせるほどの潜在能力を秘めているが、実力を示せたことがない。
魔法の資質に関しては初級魔法でさえ扱えないという始末であったが、後に、スフォルツェンド魔法体系と彼の資質が合っていないのと古代魔法との相性の良さゆえであることが、リュートによって発覚する。
明るく屈託の無い性格だが、非常識なまでの無茶をするところがあり、こうと決めたことに関しては決して譲らない意思の強さを持つ。グレートが大魔王の血を引いていると知り、魔族化を進める姿を見た後も、彼の友達でいたいと思う優しい心の持ち主でもあるのだが、クラーリィによれば「瞳の奥には深淵の闇が隠れどす黒い波動」を持っているらしく、癒えるまで数日は時間がかかる怪我を瞬く間に完治し、死んでもおかしくない重傷でさえも僅かの期間で完全に回復してしまう異常な自然治癒能力を持つ等、その身体には何かしらの秘密を有する。シェルも自分の体について話そうとせず、人前で体を見られるのを嫌がる。その為グレートによって「実はシェル女性説」を好き勝手に作られ、その説を真に受けたグスタフとブラーチェ達が妄想にしている。
実は過去（本編の二年前で、故郷では十五の誕生日を迎えると成人とされている）に、「妖精の国」によって10体もの妖精を混ぜ合わせた液体を体内に混入され、面白い結果が出たとして、より精霊武闘術に適合するように頭部以外の身体のほとんどを人工物・魔法構造物に置き換えられた、対スフォルツェンド特殊決戦兵器ж‐07号殉教者（マーター）と呼ばれる改造人間の試作機で失敗作。妖精の国の死体廃棄場から強き意志の力で蘇生を果たし、研究施設からピロロを連れて逃げ出した身の上である事が明らかになる。それを知った者達や妖精の国の者達からは、その体から「（失敗作のデク）人形」と蔑まれる。しかしグレートを始めとする友人達は、その「苛烈な運命」に抗う者として「共に運命に立ち向かう」ために、「友」としてその態度を変えることはなかった。
なお、失敗作であるがゆえに精霊武闘術に耐え切れる体ではなく、これを使い続けると最終的には必ずその命が途絶えてしまう可能性がピロロより示唆されている。今でこそまともに動けるが、改造された直後はまともに立つ事も動く事も出来ない状態で、動くだけで激痛に苛まれ体は破損しかけるなど、いつ死んでもおかしくない状態であった。現在は日常生活に支障なく動けるが、ピロロのメンテナンスを断たれると不調を起こしてしまう等、予断が許されない状態で、体中継ぎ接ぎだらけと痛々しいものになっている。
ハーモニーとは幼馴染の間柄。両親は行方不明であり、ハーモニーと暮らしていた村の生まれではない。実は両親は妖精を研究する学者で、家族四人で世界中を旅をしながら研究をしていたが、その最中で闇の妖精グローリアに遭遇してしまい、組織の一部を覗き見て追われる身となってしまった。家族は捕らわれてしまいその生死は不明。独りで瀕死状態でさまよっていた際、偶然にも森でハーモニーに出会う。
先述した『家なき子』のレミ・バルブランがモチーフとなっている。
ピロロ
シェルが身に着けている裁縫箱に住む女の子の妖精。羽から出る鱗粉には強力な治癒の効果がある。また相手の心情を感じ取る事ができる。
もとは山奥で平和に暮らしていた精霊種の少女であったが、「妖精の国」の「妖精狩り」に見舞われ、村の仲間達は全て実験材料として命を奪われ、自身は見世物役として生き残る。その絶望の日々の中で死体廃棄場から立ち上がるシェルの姿を目撃し、その彼の姿に抵抗の心を奮い立たせ、彼とともに「運命を変える逃亡の旅」に出た。
シェルがある種の魔法（精霊武闘術）を使う際には彼女の意思による協力が不可欠となっているが、それについては頑なに拒んでいる。当初は「自分達を不幸にした精霊武闘術など協力できない」という理由を口にしていたが、実際はシェル自身の体が理論上精霊武闘術に耐えられない上に、ピロロ自身も魔力や命を保てなくなるほどに吸い取られ、ピロロとシェル双方が命の危険にさらされるためである（何より、彼女自身はシェルが壊れてしまうことを恐れている）。最初の頃はシェルを「妖精の国」を倒す為の兵器としてしか見ていなかったが、旅の中で彼を大切な存在になり安否を気遣っている。
精霊武闘術使用の是非をめぐって一時シェルの元を離れてしまうが、後にグレートに、パートナーとしてシェルを信じて支える事を諭される。
シェルと仲が良く、グレートとは険悪な関係。クラーリィに怯え、リュートに懐く。
元ネタは、前作でライエルのパートナーとして考えられた没ネタの妖精から。
グレート
曾祖父母=ヴァイ・オリン・おねぇちゃん（仮名）
祖父母=（父方）ケストラー・パンドラ / （母方）チェンバレル15世・ホルン
両親=ハーメル・フルート
親族=リュート以下兄弟9人。叔母サイザー・義叔父ライエル・従姉妹オカリナ。伯父リュート。
ハーメルとフルートの息子。父親からバイオリンから奏でられる楽曲で人を意のままにすることができる「魔曲使い」としての能力を受け継ぐ。何らかの理由でスフォルツェンド魔法学校の入学試験を受け、列車で出会ったシェルと共に合格する。弱きを助け強きを挫く正義漢なのだが、人をおちょくるのが宇宙一大好きというひねくれ者。母親が王族なので通常ならスフォルツェンド王位継承資格を持つが、その辺りの説明はない。クラーリィ曰く「一番親父さんに似ている」らしい。
本音は心優しい少年なのだが、祖父である大魔王ケストラーの血を色濃く受け継いでおり、頭の左右に角が生え、右目を母親の力が注ぎ込まれた十字架の眼帯で覆っており、眼帯が取れると魔族化する。幼少時は角は生えていなかったが、友人達と遊んでいる最中に魔族と接触した際にひざまずかれ（魔王血族の証）、そのせいで子供の頃に仲の良かった友達や町の人から迫害されて育ち、ある時に精神的な破綻をきたして血が暴走、惨事を起こしてしまった。その時は両親の必死の行動によって止められたが、以降は次第に他人を遠ざけるようになり、家族にも心を開かなくなった。
入学後に謎の暗躍者により暴走を起こして教室で暴れ回り、あわや惨事を引き起こし掛けるものの、シェルやリュート達の活躍により止めることができたが、謎の暗躍者の正体である黒い妖精により魔王の血を奪われてしまう（後に、精霊武闘術の改造適合者の強化薬剤の原料として使用されたことが判明する）。
事件後、クラスメイトに謝罪し二度と魔王化しないと誓う。シェルには毒入りのお茶を飲ませて解毒剤で脅し、今度魔王化したら死ぬ気で止めるように「地獄の血判書」押させようとした。この行動に関して、シェルには「祖母当たりに凄く捻くれた人が見える」と言われたが、事実、父方の祖母（パンドラ）が父の親友（グレートの義理の叔父ライエル）に対してとった行動と全く同じ。このように性格上のトラブルも絶えないが、少しずつシェルを含めた周囲とも打ち解けてきている。
なお、血統として魔族/天使+人間=人間であると説明されているが、父方の曾祖父母を頂点に見た場合、魔族1・天使1・人間4で比率としては人間<天使<魔族となる。なおその特殊な血統のためか、潜在的魔力は既に理事長クラスの魔力を持つ。
先述した『家なき子』のマチヤ（マチュア）がモチーフとなっている。

### スフォルツェンド魔法学校・関係者
クラーリィ・ネッド
魔法大国スフォルツェンドの司聖官にして魔法兵団長。そしてスフォルツェンド魔法学校の理事長でもある。かつてハーメルと共に戦った勇者の一人である。かつて一つひとつの小さな勇気から始まり、多くの尊い犠牲により勝ち取った平和な時代を憂い、その平和を乱すものは容赦せず倒し守りきると誓っている。登場初期は冷たい印象のある険しい表情であったが、フルートと再会した時には少し表情が緩み、哀愁さを感じさせる表情をみせる。
前作最終回ではそれなりに老け込んでいたはずだが、現在の外見年齢はかなり若い。ただし、このことについて追求しようとすると、クラーリィ自身の手によって記憶消去させられる憂き目に遭う。
かつての大戦でベースにより四肢全てを失ったが、後にオリンの手によって精巧な義手義足を作られ、今はそれをつけている。
パーカス（デビッド）
クラーリィの腹心でスフォルツェンド魔法学校の試験官。前作のパーカスの甥。おじからは「デビッド」と呼ばれている。職務を全うする事に命を掛ける性格と言われている。グレートに流れる大魔王ケストラーの血を奪った黒い妖精を追いかけていたが、妖精の国の尖兵の攻撃を受け行方不明になる。
ホーン・パイプ
シェル達のクラス担任。第一次スフォルツェンド大戦で幻竜王に説教したこともある、伝説的な元スフォルツェンド魔法兵団長。ホルン、リュート、クラーリィ等の後世に名を残す魔法使いを育て上げたベテラン教師で、教育方針は実力主義で弱肉強食、弱者にとても厳しい鬼教師。実力と人格両面共に信頼が厚く、クラーリィが直々に問題児だらけのグレートとシェル達のクラスの担任を任せられる程。かつて北の都の決戦に従軍したことがあり、大魔王ケストラーの真の力の恐ろしさを良く理解している。その為ケストラー対抗する魔法を編み出したというが、出す機会を逃している。今作から登場したのではなく、前作でも登場していた。
パーカス
前作から登場したパーカス本人でデビットの叔父。かつての魔族との戦いの時代に外交活動で世界各国を飛び回り、影から勇者一行を支えてきた人物。その外交手腕を買われスフォルツェンドの外務大臣に就任し、多忙の毎日を過ごしている。
サイ
スフォルツェンド魔法兵団の中でも最強と謳われる兵団長直属部隊C-4（C-C C-C. 正式名称：クロスクル・クー・クルセイダー）に所属する兵団員。運動神経に優れ抜群の機動力を誇る、冷静な思考の持ち主。魔法学校のOB。
現在確認される、卒業済みハーメル&フルート夫妻の息子三名の一人で、次男もしくは長男。容姿は父親似（叔母と父が同じ顔の双子なのでどちらとは言えない）。隔世遺伝により曽祖父の「天使の血」が発現した為、機動力がすさまじい。背には叔母同様に天使の羽があるのだが、小鳥のように小さく普段は服の下に隠れている。
ケスト
C-4に所属する兵団員で魔法学校のOB。卒業済みハーメル&フルート夫妻三人の息子の一人で、サイの弟。隔世遺伝のため父方祖父ケストラーとよく似た容姿を持ち、祖父を思わせるような乱暴で威圧的な口調を放つ。破壊力に特化した魔法を用い「聖杯にしてやるぜ！」を決め台詞に敵を殲滅する。
一見いい加減で乱暴者に見え、その容姿から兄弟達の中でも最も祖父似かと思われがちだが、実はそれは敵や部下・後輩達に軽く見られないようにするためのポーズ。実際は小動物と綺麗な草花を愛し、中学校に入るまで「オバケが怖い」という理由で一人でトイレに行くこともできなかった、非常に心優しく繊細な青年。今でも実家に帰ると甲斐甲斐しく花壇の草花の世話をしている。そのため、いつも本当の意味で祖父似の性格を持っている弟のグレートにおちょくられ、初登場時普段は前述の威圧感で後輩達の危機を救うが、繊細な地の性格をあっさりとグレートにバラされ、作戦行動の真っ最中にもかかわらず兄弟ゲンカを始める。

### スフォルツェンド魔法学校・生徒
リュート
グレートの兄で、スフォルツェンド魔法学校のエリート部隊である聖十字架騎士団（クー・クルセイダーズ）のキャプテンで生徒会長も勤める。その名は、伝説の大神官にして、かつて魔族達から「スフォルツェンドの魔人」と恐れられ、人々から「人類の守護神」と称えられた偉大なる母方の伯父（フルートの兄）からとられている。
スフォルツェンド王家直系を思わせる純粋な正義感を持ち、生真面目で優しく面倒見がいい性格で、グレートやシェル達の良き兄貴分として、彼らの力になる。
ハーメルとフルートの息子で、兄弟の中では最もグレートと仲が良い。グレートが周囲と距離を置き始めた時も、常にそんな弟を気遣っていた。幼い頃グレート自身から、自らが魔の誘惑に抗いきれずに魔王と化した時には始末をつけてくれるように頼まれる。魔法学校のエリートであることからも判るように、兄弟達の中では最も強い法力を持っている。光系統の魔法が得意だが様々な魔法も扱うことが出来る。
シェルにグレートの出自と大魔王の血の事実を明かし、彼に弟の友としてグレートを見守ってほしいと願い、今後を託す。
前作最終回エピローグとなる「10年後」の場面では、バイオリンを手に持ち母親とともに父親を探している。
ハーメルの息子である以上、自身も魔王の血族であるが、母方の血が強いためかケストラーによる魔への誘惑は無い。ティナーからも狙われていない（ただ、単行本2巻にてメキドの火を出した際、左手が魔族のように変化している描写はある）。
ティナー・サックス
剣技の国ダル・セーニョからやってきた剣士で、シェル達と共にスフォルツェンド魔法学校に入学する。呪われた魔剣「斬飢の黒犬（ケルベロス）ギィタァ」を所有し、「我が一族が呪われているのは魔族の血のせい」として魔族を嫌い、一般的には伏せられているグレートの出自（大魔王ケストラーの孫）を知っており、グレートにも剣を向ける。
大魔王の血の呪いの為に、父親は傷つき剣を持つことも立つ事もできず、母親は忌まわしい病に罹ってしまっているらしい。しかしグレートからは「俺（グレート）と同じ魔族の血を持つ者」と指摘され、グレートを嫌うのも自身の中の魔の血がいつ暴走するかもしれないという、怯えの裏返しと推察された。
本名はティナー・サックス・ボーン。自らの出を「ダル・セーニョ」の「ボーン家」と（真相を）ぼかしている。
かなりのマザコンで母親の悪口を言われたら激怒する。これによってもギャグパートにてグレートと凄まじい戦闘を行いクラーリィに説教される。ところがこれで反省するどころか、叱られている相手であるクラーリィに泣きつくという甘えを抱いており、クラーリィからは呆れられている。こうした血縁に対する甘えはネッド一族からの遺伝とも考えられ、クラーリィもティナーに対して学校での公私混同は許さぬものの、ティナーが血縁の甘えを見せて泣きついた時は、呆れ果てこそはするがそれ以上の叱責は行っていない。
グスタフ＝カール
スフォルツェンド魔法学校の新入生。「重戦車グスタフ」と言われている。入学試験においてグレートの魔曲によって試験官と大勢の受験者の前で鉄仮面以外脱がされ裸踊りをさせられ、見苦しいので退場させられるという目に遭う。しかし最後まで魔曲に抗い屈しなかった精神力を買われて合格となった（退場であり「不合格」ではなかった、とのこと）。その巨体通りかなりの怪力を誇るも、ストリングス姉妹には遠く及ばず、魔力の潜在能力も低いと実力はあまり高くないが、魔法学校に関する豊富な知識を持つ。傲慢な口調でも気さくな性格で家族思い。家族構成は祖父、父、母、弟、妹の六人家族。魔曲の影響で、演奏を聴くと服を脱ぐ癖がついてしまった。鉄仮面はポリシーで服は抜いてもこれだけは外さない。
在学中の「シェル女性説」を経て（自身の妄想の中の）「シェル子」に惚れてしまう。後にシェルの正体を目の当たりにして葛藤の挙句に「愛の前に性別は関係ない」と悟りやおいに目覚めてシェルに迫る。その際に決して脱がない鉄仮面が脱げてしまい、仮面の下は実は超絶美形であった事が判明した。
ブラーチェ
ストリングス姉妹の妹。スフォルツェンド魔法学校の新入生。姉と同じく凄まじい怪力の持ち主で巨大な大槌を自在に扱う。姉と違い女らしいが、一方で純朴すぎて天然ボケであり、感情に任せて怪力を振るうために被害を出しやすく、その度に姉に叱られる。また純朴故に性的知識に関しては皆無である。入学試験で非力にも拘らず自らの足を貫いてまで目的を達成しようとしたシェルの心の強さに惹かれ、心とは裏腹に腕力の弱いシェルに対して「私が守ってあげなければ」という思いを抱いている。後にシェルの持つ苛烈な運命を目の当たりにし、自ら「シェルの本当の笑顔を見たい」と強く願い、シェルとハーモニーの関係に複雑な想いを抱きながらも、公私にわたって彼をサポートしていく。生まれてこの方鎧以外の服を着たことがないらしい。姉妹そろって訳ありである模様。防御系の魔法の資質がある。
ビィオーネ
ストリングス姉妹の姉。スフォルツェンド魔法学校の新入生。妹同様見かけと違って逞しく、なおかつしっかり者で、巨大な大斧を自在に扱う怪力を持つ。妹がシェルに惚れていることに気付いており、そのことをからかって楽しんでいるが、被害が出た時は姉として妹を叱る。また妹と異なり性的知識や外聞も人並みにはあるようで、ブラーチェにその手の知識を吹き込もうとしたピロロにツッコミを入れて阻止しようとする。このしっかり者としての性質と妹との関係から、徐々にグレート達の中ではツッコミ役としての立場を持つようになる。水系の魔法の資質がある。
梵鐘＝鈴
東方の国から来た神獣・金虎人使い。グレートを魔族と知り、倒せばナンバー1になれると思い攻撃するが、逆にグレートの力を目覚めさせてしまい返り討ちに遭う。その後、グレートの魔族化がトラウマとなり、自国へと逃げ帰ってしまう。
リッジ
名門カート家の伯爵で、吸血鬼貴族らしく、対戦相手はなぜか体中から血液が三分の一なくなっていたらしい。仮面をつけている。グスタフと同室でストリップを見せられる。
ゴスベル
霊国ドクタールから来た呪術師。人の頭部の骨こと髑髏を使った奇妙な技を使うらしい。普段は素顔を隠している。ティナーと同室。
スノウ・ドロップ・キイ
新入生の中で魔法を扱う等かなりの実力者。氷系統の魔法が得意。エレクトとはルームメイトで、夏合宿ではコンビを組む。
エレクト
二つ名は「紫水晶（アメジスト）のエレクト」。紫水晶の玉から魔法を繰り出す。スノウとコンビを組む。
他にも、モブシーンでラッキーナイトカスタードくんの登場人物に似た生徒が見られる。

### 勇者達とその家族
二十数年前、大魔王ケストラーを倒し世界に平和と安寧を取り戻した勇者達。それぞれ様々な苦難や障害を乗り越え、現在は家族と多少問題はあるが平穏な生活を送っている。
当事者と親族として該当するグレート・リュート・ティナー・クラーリィについては別記参照。

#### ハーメル&フルート一家
終盤から惹かれあっていた二人は、後に初めて出会ったスタカット村に移り住む。子供は十人で女子も混ざっているようだが詳細不明。本人達はまだ子供がいてもいいなと思っている。伝説として語られる場面や息子達の回想シーン及び外伝枠に登場。後に本編にも登場し、ストーリーにかかわることになる。
スタカット村が妖精の国の侵攻を受けた際に新たなる世界の危機を知り、これに立ち向かうために残りの子供達を残しスフォルツェンドへと向かった。ライエル達に合流するため彼らが住んでいる村に向かっている際、スフォルツェンドに危機が迫っていることを察知する。
ハーメル
伝説の勇者にして巨大ヴァイオリンの魔曲使い。
大魔王ケストラーの息子であり、魔族と人間と天使の混血。濃さとしてはグレート同様魔族が濃い。
以前のような暗い部分は無くなったが、それ以外の生活は相変わらず、スフォルツェンドからの仕送り等をよくパチンコで使い込んでしまい、フルートに「今度パチンコしたら離婚」、クラーリィからは「国民の血税でパチンコしまくりやがって」とまで言われるが、本人は懲りるそぶりすら見せていない（ただしフルートに対しては「さん」づけの上で平謝りする）。女王配偶者である為、法的に一応はスフォルツェンド国王の立場にはいる。だが色々と問題がある為、認められない模様。
4巻末のおまけ漫画では「夜の魔器はケストラー（魔王）並み」と青年雑誌らしい下ネタを披露している。
スタカット村へ妖精の国が来襲した際に立ち向かうが、かつての魔族以上に組織化・強化された軍団に対し多勢に無勢の苦戦を強いられ、あわや魔族化しそうになった所をクラーリィに助けられる（侵攻の時も相変わらずの夫婦漫才ぶりであった）。前作では、自らに流れる魔王の血の宿命に打ち勝ちケストラーを倒したが、完全に制御できているわけではなく、大切なものを傷つけるものに対しての怒りから魔王の血が暴走し魔族化しかけることもあり、父親の幻影に誘惑されかけることも。
フルート
スフォルツェンド公国女王・ホルンの娘であり、非公式ではあるがスフォルツェンド公国の当代の女王。魔族化したグレートを、かつてハーメルが魔族化した時のように、自らの身を投げ出して止めるなど母譲りの慈愛は健在。
幼少期を育ったスタカット村で子育てに多忙の毎日を送り、子供達が起こす予想外のこと（禁忌の魔法を食らう等）に驚きながらも、ニートでギャンブルにはまる夫の借金、グレートの行く末という悩みを除いて充実した幸福の日々を過ごしていた。現在は子供達もある程度大きくなっているために落ち着いた日常を送っていたが、それを少しだけ寂しく思う事もある。
妖精の国がスタカット村侵攻を行なった事で新たなる世界の危機を知り、これに対処するために子供達をスタカット村に残し、夫と共にスフォルツェンド本国へ向かう。その際に村に残った子供達から支援と励ましの言葉をもらい、我が子の成長を実感する場面もあった。
なお、この一件で往年の元祖「マリオネット」や「F1フルート」姿も披露して（ハーメルに無理矢理やらされ）、王女らしからぬ「ぬいぐるみ師」ぶりも未だ健在であることをアピールしてしまっており、本人としては「もういい歳なのに」と大いに嘆いていた。
また母譲りの星見の力を持ち、息子グレートの過酷な運命に抗う希望の存在を感じている。
グレートの兄弟
リュート、グレート、サイ、ケスト以外の名前は不明。上の子（学生であるリュート以上の子）はすでに就職しているとの事。
オーボウ
人語を話す黒カラス。正体は黒い翼を背に持った中年の魔族だが、普段は魔力をセーブした現在の姿でハーメル達と暮らしている。事実上ハーメルの育て親。妖精の国の侵攻の際、前作と同じく魔曲の解説をしている。
大魔王ケストラー
かつて人間界を蹂躙し、人を切り裂き喰らい苦しめ世界を闇に覆い尽くさんとした恐怖の帝王。人類史上最大にして最凶最悪の敵と呼ばれた魔界軍団の王。現在は強化された「パンドラの箱」内部で封印されている。この箱は前作ラストの時点でハーメル家の窓辺に置いてあり、かなり奇妙な形だが息子夫婦と同居している構図になっている。
魔族にとってケストラーは神であり、その血筋に対してはケストラー本人が敵として公言でもしない限り、逆らう事はできない。これが災いし血が強く出た孫が現在の性格にひねくれた。
大戦を経験した者は数十年経過した今でも恐怖を拭えないでいる者が多く、各地ではその傷跡を未だに残している。その力の源は、怒り、苦しみ、妬み、憎しみ、人間が持つ負の感情。ケストラーないしはその血を受け継いでいる他者や自分自身を憎めば憎むほどその力は無尽蔵に膨れ上がり、魔族化を進めるグレートの心にも魔族化を促すような言葉を投げかけているのだが、ケストラーの血はグレートが魔族化はしないと誓ってからはシリアスからギャグへ転じてしまい、グスタフに弁当を食われて逆上し魔族化したグレートに魔族への誘惑をしようと顔を出し、ビーオーネに「出てくんなよ」とツッコまれるなど、本人は至って真面目だったのに本編初のボケを披露した。また名前さえギャグネタに使われることもしばしば（例、夜の魔器は魔王〈ケストラー〉級等）。だが完全にギャグキャラになったわけではなく、シリアスパートでも再び現れるなど、前作同様にしぶとさは相変わらずである。
ハーメル・サイザー兄妹の父（=フルート及びライエルの義父）であり、パンドラの夫であり、グレートやリュート達兄姉弟妹及びオカリナの祖父であり、オリンの義息子であるのだが、親族達はそういう風に彼を見ていない。とにかくケストラーを含めた彼の血筋の配偶者達は、色々なシチュエーションで苦労している。物語一貫のトラブルメーカー。

#### ライエル&サイザー一家
敵対していた頃の出会いがきっかけで惹かれ合い、かなりシリアスな恋愛事情を繰り広げ戦争終了で互いの想いを分かり合った二人は、復興したライエルの故郷で暮らしている。家族構成は夫婦と一人娘。そして同居するパンドラとオリン。
第一巻でグレートの「俺のおじさんとおばさん」として一コマだけ登場。また夫婦生活の様子が4巻描き下ろしのおまけ漫画で披露され、最終巻で本格的に登場した。
ライエル
黄金のピアノを操る魔曲使い。自称・通称は「愛の勇者」。ハーメルとは幼馴染の親友同士で、今は義兄弟でもある。女性への凄まじい免疫皆無（ウルトラ初心）は何とか緩和されたものの、さすがにそれを上回る夫婦生活への免疫は持ち合わせておらず、十年かけた命がけの夫婦生活で念願の第一子を授かる。
現在、第二子に挑戦をしているものの、病院に担ぎ込まれては入退院を繰り返している。
サイザー
「赤い天使」と呼ばれるハーメルの双子の妹。大鎌と合わさった笛の魔曲使い（この兄妹は武器がとにかく大きい）。魔族関連や戦闘に関しては実にシビアなのだが、それ以外は究極の世間知らずで一般常識にとにかく疎い天然娘。
以前、仲直りをしたばかりの兄が冗談で彼女にコスプレをさせライエルをからかったのだが、本人はそれをまじめに受け取り、気に入ってしまった。今では夜に雰囲気を出すためにコスプレ（夜の雌豹など）をしては夫を殺しかけている。
長らく本人が望んでいた実母と祖父の同居生活は、結局のところ被害妄想の実母と血縁の縛りなどまったく気にしないエロジジイの祖父という二人の介護の果てに、気苦労を溜め込みすぎて介護疲労による燃え尽き症候群を起こし、結果として実母を老人ホーム（とは名ばかりの閉鎖病棟施設）に送り、祖父を崖下に突き落とすという壮絶なオチで結末している。普段は男口調だが、身内の顛末を語る場面では女らしい口調も混ざる。
オカリナ
現在十歳とちょっとになる二人の娘。母親似で背中に曽祖父から遺伝する天使の翼を持っている。天使の血の為か成長が早く、魔曲の才に優れ、連載前の外伝（単行本5巻所収）ではフルート達の前で自身が生み出したワルキューレを披露。才能とは反比例して人見知りが激しく、外伝に登場した際には母親の後ろに隠れ、母親に促されて挨拶や魔曲の披露をしていた。
後に住んでいた町が「妖精の国」の襲撃を受け、その際には母より大鎌を受け継ぎ何とか撃退はしたものの、残党を深追いして、そのまま消息不明となる。
オカリナ（先代）
大戦の際に北の地で亡くなったオーボウの娘。父オーボウがパンドラの元に身を寄せていたのに対し、北の都に残っていた為軍王達からサイザーの世話を命じられていた。育て親であると同時に姉であり、大切な心の友であった彼女を偲び、サイザーは生まれてきた娘の名前に彼女の名をつける。魔力のセーブ体は父と反対の白いカラス（両親とも黒い羽）。
パンドラ
ハーメル及びサイザーの母。ハーメルが使用している特大ヴァイオリンの元々の所有者で、あらゆる楽器を使いこなす凄腕の魔曲使いにしてハーメルとライエルの師匠。
かつては人を疑うことを知らず、心が清らかで心優しい性格であったが、ろくでなしで人でなしの夫のせいで苦労を重ね過ぎた為人間不信の捻くれた性格となり、子供達を愛する気持ちは失わないのだが、その為に息子の友人に解毒剤と引き換えに友情の血判を強制するなど、彼女を間近で見て育ったハーメルと、めぐりめぐって孫のグレートにその性格が遺伝。サイザーは、水晶に封印されていた頃に抱いていた母のイメージと相当かけ離れていた事に当初非常に落ち込んでいたが、前作ラストの時点では少しは慣れていた。
ヴァイ＝オリン
パンドラの父でハーメル・サイザーの祖父にして、グレート兄弟及びオカリナの曽祖父。見た目はただの老人だが、その正体は人でも魔族でもない、純粋な天使族。普段は隠しているが、背中に真っ白な羽がある。
ハーメルの超特大ヴァイオリンやクラーリィの義手と義足を作った天才発明家であり、琴を操る魔曲使い。そして五百年前、神の命により「パンドラの箱」を作成し、仲間達と共にケストラーを封印した伝説の大勇者と、肩書きだけなら偉大な人物。しかし、魔王封印にはいくつかの制限があって（詳しくは前作参照）、その際に力を失って現在の姿となり、「イライラムラムラわき上がる衝動」でパンドラをもうけてからはスフォルツェンドの森で発明家として暮らしていた。
とにかく食えない老人で、人間・魔族関係なく引っ掻き回したトラブルメーカー。パンドラの歪んだ性格も元を正せばオリンがベース。回想録には出ていないが、前作の段階ではボケている。

#### ダル・セーニョ王家
本編では一欠けらの接点も会話もないが、いつの間にか結婚していたダル・セーニョの王子とクラーリィ理事長の妹。再生復興したダルセーニョ王国の国王夫妻として、仲間内では比較的平穏で静かに暮らしている。
トロン・ボーン
剣技の大国ダル・セーニョ王国の国王。魔族に滅ぼされた亡国の王子として、復讐と故国の再興の為ハーメル達の旅に加わり、幾多の苦難と復讐の念を乗り越え剣士としても人としても成長。絶望に立ち向かうその姿は、北の都に囚われ絶望に打ちのめされた人々に勇気を鼓舞し人の心を取り戻させ、当時最強クラスの剣士に数えられた魔界随一の剣客・超獣王ギータを打ち倒した。終戦後祖国復興に努め、念願の再興を成し遂げる。
かつてはメンバー最年少でやんちゃで背が低かったが、今では王としての威厳溢れる風格と落ち着きを見せるまで成長している。当の本人も気付かない間に結婚してしまった妻との生活は悪くないと思っているようになるが、日に日に悪化する妻の発作を止める為、愛する者達を守る為大怪我をしては入退院を繰り広げている。
コル・ネッド
ダル・セーニョ王国の王妃。心清らかで優しく夫を支える良き妻で、二十年前には当時のスフォルツェンド女王ホルンからフルートの魔法の指導者として派遣され、一時期勇者一行と共に行動していた。
明るく素直で、十代の若さでホルンから勅命でフルートの魔法指導を任せられた確かな実力、指導力、人格を備えた、芯の強い非の打ち所の無い聡明な人物のように思われるが、実の所その本性は、元々はブラコンの腹黒で、血縁では無いがパンドラ並みの破綻し歪んだ性格をしている（当時珍しい職業であった魔法使いと武闘家の職業スキルを融合させた「魔闘家」という性質も、元をただせば気に入らない相手を魔法と武力で叩きのめす彼女の性格とリンクする）。当時ハーメルに思いを寄せており、そこから色々脱線し黒魔術に手を出した際に自業自得で魔族化。スフォルツェンドの首都を壊滅寸前まで暴走するが、兄の活躍により魔族化が解けた際に性格も改善され現在の優しい性格となる。
活躍分野はギャグパートだけだったが、当時の彼女の実力は（別の意味で）史上最強の生物であったほどで最凶最悪の魔界軍王をも圧倒しかけ、下手したらケストラーとタメを張ったとも言われている。一時期は自由に魔族化していたが、今では年に一度正気を失い（これは発作と呼ばれている）、最近ではさらに悪化している。歴史に記されることがなかったが、大魔王封印後秘密裏に動き出していた恐るべき計画（ケストラーに代わる新たなる脅威）から世界を救っている。

### 妖精の国
ハーモニー
シェルの幼馴染。精霊の国の一員、その尖兵としてスフォルツェンド魔法兵団の前に立ちふさがる殉教者（マーター）の一人。
不意打ちとはいえデビッド=パーカスを一撃で撃破し、クラーリィとも鍔競り合う猛者であるが、全くの無表情。その戦い様をクラーリィは（理解無き者がシェルにそうしたように）「人形のよう」と称する。しかしフルートだけはそれを否定し「泣いているようだ」と述べた。スタカット村の戦いの中では、フルートの示唆を肯定するようにシェルの名と彼に救いを求める声を小さな声で呟いている。
そもそもシェルは彼女を救うために「運命を変える旅」に出たが、妖精の国の研究行動の加速化により間に合わず、村を出たシェルを追って旅に出ようとしたところをバロック達に拉致され、殉教者ж‐102号として改造されてしまう。シェルは当初この事をまだ知らなかったが、妖精の国のスフォルツェンド侵攻と宣戦布告によりこれを知り、バロック達に改造の経緯を知らされてショックを受けてしまう。
シェルと共に村にいた頃は明るい少女であり、年齢相応に未来に夢を見たりする所もあった。そもそも両親とはぐれて孤児となったシェルを最初に見つけて村に連れてきたのも彼女で、そのためシェルよりも年下であるが、村では「シェルの姉」的な立場であり、村の同年代からいじめに遭っていたシェルをいつもかばっていた。
シェルと直に対面した事で自らの意思を取り戻すも妖精の国に戻され、脳解剖をされる寸前の状況で本編の出番を終える。
ロベルト
シェルの育った村の実力者の息子であり、村の子供達のガキ大将。シェルの心根の優しさにつけ込み、いじめの対象にしていた。
大した力も無い身元も知れぬ孤児同然の身の上なのに、その優しさで村の大人達から信頼されハーモニーからもかばわれていたシェルに対して、嫉妬めいた逆恨みによる憎しみを抱いている。
妖精の国の人体実験の果てに殉教者とされ、魔法学校で研修中のシェル達を襲撃。殉教者となり「力」を得た事に歪んだ歓喜を持ちノクターンに忠誠を誓い、自らの力をさらに増す目的で、グレートのさらなる血を狙う。
玄（げん）
妖精の国の工場で働いている出稼ぎ労働者。故郷の家族の為に働いている家族思いの人物。
幻竜王ドラムの融合実験の検体にされてしまうが、使用した魔王の血が培養を繰り返したためか弱くなっており肉体を維持できず崩れ落ちた。
シェルの両親
最終回で登場。実は死んではおらず研究者としての知識と腕を見込まれ、妖精の国の研究員として働かされていた。それは望んでの協力ではなく支配の恐怖からのものであったが、ふとした偶然からシェルの生存と抵抗を知り、我が息子に希望を託さんと行動を始める。

#### 幹部陣
主にグローリア大帝国の生き残り達。ピエロの如き扮装をしており、行動や口調も他者を見下し人を食ったようなものが多い。その理由は作品の終盤で明かされる。実は妖精の国の科学力と妖精の力を利用し、魔族の融合を果たしていた。
バロック
妖精の国の指導者の一人。シェルの故郷である村を丸ごと騙し、ノクターンと共に殉教者製作の実験場としていた。魔器「月琴（げっきん）」を操る魔曲使い。
北の大戦で喪った故国であるグローリアを異常なまでに誇り、その復興を願う。同時に、大戦時のグローリアの勇み足による故国の滅びに関して、時期尚早として同調しなかった上、大戦終了後その復興にも手を貸そうとしなかった（スフォルツェンドを含めてどの国も「自国を立て直すのに必死で、グローリアの生存者に手を貸して同国を立て直そうにも、その余力が無かった」と言った方が正しい）スフォルツェンドを筆頭とした他の国々を深く恨んでおり、グローリア、ひいては精霊武闘術の武力による世界の一国支配（世界征服）を狙う。
地獄の道化師オル・ゴールの細胞と融合している。
ノクターン
妖精の国の指導者の一人にして科学者。非道な研究の実験と実践の果てに、精霊武闘術に最適化された改造人間である「殉教者（マーター）」を生み出す。
グローリア大帝国の生き残りであり、殉教者を用いた武力行使で祖国復興を目指す。そのために様々な国の小さな村を襲撃。さらって来た人材に対して人体実験と洗脳を施している。かつて高い適合力を見せたシェルを対スフォルツェンド用特殊決戦兵器ж-07号に改造した張本人。
法皇ピックの細胞と融合している。
ハープ・シコード
グローリア大帝国の戦闘元帥。グローリアの長き歴史の中で最強の精霊武闘術使いと謳われたグローリアが誇る伝説の英雄。その実力はクラーリィと同等かそれ以上とされる。グローリア単独の大侵攻で従軍し北の都へ攻め込むも、ケストラーの圧倒的な力の前に敗れ戦死してしまう。
妖精の国の科学力、クローン技術により戦闘皇帝として復活を果たす。
グローリアス15世
グローリアの総統。ハープ・シコードの実弟。妖精の国の最高指導者だが、スフォルツェンドの影に怯え精神的に不安定で、高齢であるが言動は幼く兄に強く依存し盲目的に崇拝している。かつてグローリアの単独侵攻に従軍し、心が壊れてしまった。
???
単行本4巻にて「人を化物に変える装置」に入っている謎の存在。「妖精神」と呼ばれている。

### その他
ブルトン
シェルがスフォルツェンドに向かう列車で暴れ回っていた巨漢。腕っ節自慢で「ハンマーボルトのブルトン」と呼ばれている。赤ん坊の泣き叫ぶ声で怒り出し手を上げるような、短気で乱暴な性格をしている。列車内で暴れ回っていたが、グレートの魔曲によって踊らされ、最後は「エリーゼのために」によってシェルより先に運命を変えられていた。その後は不明。

## 用語
スフォルツェンド公国
世界が魔族の脅威と支配にさらされていた時代、それに対し最後まで抵抗を続けた国々の1つ。その中でも自国および周辺国において最も住人たちの平和を保ち勢力を維持し続けた事から、当時において「人類の守護国」と称された。最終的には魔王ケストラーと戦う勇者ハーメル一行の最大の支援国となり、公私にわたってその活動を支持し続けた。また、その当時の姫君が勇者一行の一員でもあった。
勇者ハーメル一行と魔王ケストラーとの最終決戦である「北の大戦」によって、勇者ハーメルの支援国として他の国をまとめ、その軍勢を勇者の支援に回した。そのリーダーシップをもって、現在は世界の盟主国としての地位を持つ。
軍備・民生を問わず国内発展において魔法を駆使しており、それが国の根幹をなしている事から「魔法大国」とも称される。
政治は女王統治によるトップダウン型の政治体系をとる。ただし「北の大戦」の最中に当時の女王であるホルン女王が殉職したため、現在、公的においては女王・王位の座は空位となっている。
ただしホルン女王の一人娘とその子どもたちが生存しているため血統が途絶えているわけではなく、非公式な形ではあるが「女王」は存在しており、司聖官をはじめとして王家に仕える者たちは表立ってではないものの、そのように振舞っている。なお、王女が結婚している=王孫がいる事についてはシェルへの態度から隠匿されている模様で、相手がハーメルである事も明らかにされていない（よって、王家の血に魔王や天使の血が入った事も知らされていない）。
現在は公的に空位となっている王座の補佐役として司聖官が様々な公務を執り行っている。
スフォルツェンド魔法学校
スフォルツェンド公国が次代の国務にあたるべき人員を養成するために設立した学校。主にはスフォルツェンド公国の軍備の要となるスフォルツェンド魔法兵団の候補生の要請を目的としている。
スフォルツェンド公国の一施設ではあるが、その重要性から公国より独自の自治権を与えられており、その全ては「学校」として「所属する学生の勉学に便宜を図る」事に使われ、いわゆる「国内国家」のごとき様相を呈している。
箱舟
魔法学校の施設の一つ。
スフォルツェンド魔法兵団
魔法大国たるスフォルツェンド公国において国内警護を担当する軍隊。女王より信託を受けた大神官により統括される。現在は当代の大神官が司聖官を兼務しているため、その指揮の下で動いている。
魔法
生物に内在する精神的なエネルギーである法力ないしは魔力をもって、超常的な現象を顕現させる技術。現在はスフォルツェンドで発展した「スフォルツェンド魔法体系」とも言えるものが一般的だが、それ以外にも魔族が利用するものや、失われた古代文明によって培われた「古代魔法」など、様々な種別がある。
魔法体系
本作の鍵となる部分の1つでもある（4巻現在で確認されているのは以下の2種類）。
『放出系』：術者が力を入れると、術者から外に魔力が放たれていく。この放出される魔力に一定の方向を示す事で「術」に変わる。スフォルツェンド魔法がその代表格とされる。
『吸収系』：術者が力を入れると、外の魔力が術者に吸収されていく。精霊武戦術がその代表格とされ、このケースでは術者が精霊の魔力（魂？）を吸収して「術」として放出する。妖精の数が多いほど、強力（で長時間）な術を使用する事が出来るとされるが「北の大戦」においてはケストラーに瞬殺された為、実際の威力を知る者はいない。
『放出系』と『吸収系』は正反対の位置（+と-の関係）になる。本来「精霊武闘術」使いのシェルがどんなにスフォルツェンド魔法体系の魔法術をがんばっても逆効果に終わるのはこの為である。
魔曲
魔の才や魔の血それを引き出す楽器、魔器によって繰り出される曲。効果は引く人間によって様々で、曲のモチーフを精霊として実体化させるものや、聞く人間の五感に作用して潜在能力を引き出すものなど、多岐にわたる。
前作では頻繁に登場し、登場する度に「曲名」と「解説」をする部分や、オチとして「マリオネット化」の曲で裸踊り等がパターン化されていたが、今作では魔曲が必要とされる場面が極端に少なくなっている。ただしシェルとピロロが精霊武闘術を使う際には必須のものでもある。
魔族
人の苦しみと悲しみ、ひいてはその生命力を糧とする、「千億の絶望」と比喩される魔の生物。人間を凌駕する肉体と魔力を持ち絶大な力を誇るが、魔族にとって魔力は人間で言う生命力でもあり、それが尽きれば死を意味するが逆に言えば、大魔王と呼ばれる絶対者の魔力を注ぎ込まれることによって永遠の命を得る事ができる。魔力を生み出すことが出来ず、魔力を他から摂取することで補給することがあるが、それでも命を維持するには少な過ぎるため大魔王には逆らう事が出来ない。強力な魔族ほど力の消費が激しい為魔力の消費を抑える為にセーブ状態で活動している。かつては、不死者で構成される冥法軍、竜族で構成される魔界一の精強を誇る幻竜軍、有翼兵で構成され空中艦隊を率いて魔界一の機動力を誇る妖鳳軍、魔界軍最大規模を誇る超獣軍、本国の防衛を任せられた悪魔型魔族で構成された悪魔軍、等で構成され、単身で一国の軍隊を壊滅できる個人武力を誇るそれぞれの軍団の頂点には魔界軍王が君臨している。強大な魔界軍を組織し人類に猛威振るい力と恐怖で世界を支配していたが、両者の命運を分けた「北の大戦」で敗北し、各地で勇者一行の活躍により魔界軍の猛者や中枢を担う幹部である魔界軍王達は倒され、頂点に君臨する大魔王は封印されてしまい軍は壊滅する。多くの魔界軍の残党は各地に塵じりになり生き残るも組織の再編はできず、山奥等に隠れ住み人里を襲うことがあるが、かつての猛威はすっかり衰えてしまっている。なお中には自らの行いを心の底から悔やみ改心し共存している者も存在している。物語開始時点では大魔王は封印されているが、その血統を色濃く引く者に対しては絶対の忠誠を誓う性質を持つ。
北の大戦
今から二十数年前に起こった人類の命運を懸けた魔族との最終決戦。
精霊武闘術（スピリット・アーツ）
精霊の加護を受けその力を駆使する古の闘法。スフォルツェンドの魔法体系とは異なる魔法で古代魔法に分類される。かつて魔族の恐怖が支配していた時代、その闘法を駆使する国（グローリアー大帝国）が魔族の本拠地である「北の都」に単身で攻め込むも、再び世界に甦った大魔王ケストラーによって軍は壊滅、放たれた魔の一閃により国は跡形も無く消され、その術は廃れてしまっていた。
唯一、シェルが使用できる魔法術ではあるが、シェルのケースでは負担がピロロ一人にかかる為か、術一つでもピロロの命にかかわる危険なものと化しており、またシェル自身の体もそれに耐え切れるだけの強度を有していない。
妖精の国
世界各地で暗躍する謎の勢力。スフォンツェルトの周辺諸国や各大陸で起こる謎の失踪事件に関与しながら、存在した形跡がありながらも霧が消えるように忽然と姿を消し実体を掴ませない、存在するようで存在しない過去の亡霊の如き謎の秘密結社（構成員の一人が自分達を「国」と名乗っていたが、これが正式名で国土を持っているかは不明）。謎の計画を進めており、今年に入ってからセンザ国では200人、アルペジオ共和国では500人、カプリッチ帝国では800人、ボナン王国とビス・コロ王国では合計2800人、他にもシノ国、コーラングレー国、スラー国更にはダル・セーニョまでと世界中で起こる謎の大量失踪事件の被害が増加している。
その正体は、かつてスフォルツェンド公国と双璧をなした超大国、精霊武闘術を継承してきたグローリア帝国の残党たち。グローリア復興の名と大義の元、再びスフォルツェンドに相対する国家となるために暗躍する極右派の過激派組織である。
殉教者（マーター）
妖精の国が対スフォルツェンド特殊決戦兵器として製造している生体兵器。複数の妖精を混ぜ合わせた液体を混入され、高い適合率のある被験者の体を頭部と一部の臓器を除いて精霊武闘術に適する機械の体に改造された、破壊と殺戮の妖精兵器。研究段階の技術らしく、シェルの回想では有機部分と機械との不適合を起こし動けない者もいれば、意思が残り抵抗する者もおり、そのような者は脳改造で人格を変えられたり意思を消され人形のようにされて唯の兵器へと変えられてしまう。
黒い妖精
妖精の国が雑兵のように使う、使役者の命令に忠実な妖精。普通の人間以上の力を持ち、戦闘要員の等身大のものから、妨害及び偵察任務が可能の小型のものまで大小様々な大きさがあり、また凶暴な外見に反して知性もあり、人間に擬態し長期潜伏も可能と高い汎用性を誇る妖精兵器。その正体は、妖精の国に拉致され複数の妖精が混ぜられた液体を注入され、人間の体を維持できなくなり異形の体に変えられた元人間。